# Sourdeval-les-Bois
Sourdeval-les-Bois är en kommun i departementet Manche i regionen Normandie i norra Frankrike. Kommunen ligger i kantonen Gavray som tillhör arrondissementet Coutances. År 2018 hade Sourdeval-les-Bois 223 invånare.

## Befolkningsutveckling
Antalet invånare i kommunen Sourdeval-les-Bois
| Referens: INSEE |